# بابامرغوز
بابامرغوز یک منطقهٔ مسکونی در ایران است که در دهستان دستجرده واقع شده‌است. براساس سرشماری مرکز آمار ایران در سال ۱۳۹۵، بابامرغوز ۱۷ نفر جمعیت دارد.